# Contrabando en Buenos Aires
La actividad de contrabando en Buenos Aires, se desarrolla a partir del siglo XVI. El contrabando consiste en el comercio y tráfico ilegal, sin que el tráfico fuera reportado o autorizado por las autoridades coloniales. Las fronteras del Imperio colonial español eran muy permeables, y Buenos Aires y otras ciudades establecidas en suelo americano se convirtieron en potenciales clientes ávidos de los productos que desembarcaban desde barcos operados por europeos no españoles.

## Orígenes
Los primeros barcos que España enviaba con suministros a sus colonias ultramarinas solían ser presa de ataques piratas. Para impedir ello, se diseñó una ruta comercial: los barcos provenientes de Cádiz viajaban acompañados de un convoy de embarcaciones militares de protección, descargaban sus productos en el istmo de Panamá, las llevaban por mula hasta el Océano Pacífico, de allí era embarcada nuevamente en barcos y llevada a Lima, y desde Lima a las demás poblaciones. Dicho sistema, aunque solucionaba el problema de los piratas, encarecía sobremanera los productos, debido a los gastos de su traslado.
Pero además, dicho sistema enviaba barcos únicamente a los puertos de Cuba y Panamá. El de Buenos Aires, en el Atlántico Sur, era completamente marginado, y sólo era visitado cada uno o dos años por navíos de registro. Pasaron incluso algunos lustros sin visitas de dichos navíos.
Los porteños de dicha época no podían obtener los productos básicos para su subsistencia, ni contaban con los medios o las técnicas para producirlos por sí mismos. Así, por dicha necesidad, surgió el contrabando.

## Desarrollo
El contrabando provenía principalmente del actual Brasil, por entonces colonia de Portugal. Oficialmente dicho comercio era ilegal, ya que las ciudades de las colonias españolas sólo estaban autorizadas a comerciar con su metrópoli, pero por dicha situación de necesidad los gobernantes locales no solían ofrecer ninguna resistencia notable a su realización. Sólo algunos pocos como Hernandarias procuraron hacerlo, pero sin mucho éxito. Los productos ingresados de contrabando a Buenos Aires se expandían luego por Córdoba, Santiago del Estero, Tucumán, Jujuy, Salta, La Rioja y Catamarca. 
El contrabando era pagado con la actividad de vaquerías, que explotaban el ganado salvaje para producir cuero. En un principio, el cuero era el único producto que se aprovechaba, todo lo demás del ganado era desperdiciado. 

## Cambio de ruta comercial
Un tiempo después se decidió modificar la ruta comercial descripta: se determinó que enviar los productos por mar hasta Buenos Aires, y desde allí por tierra al resto de las colonias (sin obstáculos naturales como cordilleras o ríos infranqueables) era mucho más barato. Lima se opuso a dicho cambio desde el principio, a sabiendas de que perdería poder e influencia, y logró demorar mas no impedir su realización. 
Sin embargo, Buenos Aires volvió a afrontar escasez poco tiempo después: tras la Batalla de Trafalgar los británicos dominaron por completo los mares, y España no pudo enviar suministros en las cantidades requeridas por sus colonias. Nuevamente, el contrabando se erigió como la alternativa.

## Cuestionamientos
El contrabando tuvo un rol importante en las luchas políticas que iniciaron el surgimiento del Estado Argentino. Los principales grupos de poder de entonces eran las autoridades políticas, los comerciantes que se beneficiaban con el contrabando (el más notorio de ellos, Martín de Álzaga) y los criollos independentistas. Dichos comerciantes se oponían a que se abriera el comercio a otros países, mientras que los criollos, influenciados por las nuevas ideas del liberalismo, sostenían que éste debía permitirse. 
Uno de sus más importantes críticos fue Mariano Moreno, que escribió La Representación de los Hacendados reclamando la apertura del comercio. En un segmento de su escritura Moreno señaló

¿Qué cosa más ridícula puede presentarse que la vista de un comerciante que defiende a grandes voces la observancia de las leyes prohibitivas del comercio extranjero a la puerta de su tienda, en que no se encuentra sino géneros ingleses de clandestina introducción?